# فرد كو
فرد كو (بالإنجليزية: Fred Coe)‏ هو كاتب سيناريو ومنتج أفلام ومنتج تلفزيوني ومخرج أمريكي، ولد في 13 ديسمبر 1914 في مقاطعة بوليفار في الولايات المتحدة، وتوفي في 29 أبريل 1979 في لوس أنجلوس في الولايات المتحدة.

## وصلات خارجية
- فرد كو على موقع IMDb (الإنجليزية)
- فرد كو على موقع ألو سيني (الفرنسية)
- فرد كو على موقع أول موفي (الإنجليزية)
- فرد كو على موقع قاعدة بيانات برودواي على الإنترنت (الإنجليزية)
- فرد كو على موقع قاعدة بيانات الأفلام السويدية (السويدية)
- فرد كو على موقع قاعدة بيانات الفيلم (الإنجليزية)
- فرد كو على موقع كينوبويسك (الروسية)